# Sandal Castle
Sandal Castle er en fæstningsruin ved byen Wakefield i West Yorkshire i England. Den ligger med udsigt over floden Calder og Pugneys Country Park. Slottet var åsted for kongelige intriger i middelalderen, og åbningsscenen i et af William Shakespeares stykker, Henrik VI foregår der. Det ligger i ruiner.

## Historie

### Warenneslægten
Slottet nævnes først i 1240, og var da antagelig næsten færdigbygget. Historikeren Lawrence Butler har antydet, at konstruktionen var færdig, allerede da ejendommen blev overdraget fra kronen til William de Warenne, 2. jarl af Surrey mellem 1106 og 1121. Jarlen havde sit sæde på Lewes Castle i Sussex, og slægten havde også Reigate Castle i Surrey og Conisbrough Castle ved Doncaster. De havde også en mindre fæstning i Normandiet. Sandal forblev i slægtens eje til den døde ud med John de Warenne, 8. jarl af Surrey i 1347. Slottet gik sammen med resten af deres ejendomme i Yorkshire tilbage til kronen: Edvard 3..

### Hertugene af York
Edvard 3. gav slottet og andre ejendomme i nord til den seks år gamle Edmund af Langley, som var hans femte søn. Edmund opbyggede senere en stadig stærkere base i Yorkshire parallelt med sin bror John af Gaunt, som blandt andet havde Pontefract Castle og Knaresborough Castle. Han overtog blandt andet Wark Castle nær Coldstream i Scottish Borders og i 1377 Fotheringhay Castle i Northumberland. Han bosatte sig på dette slot, og de næste 75 år blev Sandal kun brugt ganske lidt. I 1385 blev Edmund udnevnt til hertug af York af sin nevø Rikard 2..

### Slaget ved Wakefield
Tidligt i 1460 under rosekrigene forsøgte Richard Plantagenet, 3. hertug af York at overtage tronen. Det mislykkedes, men gennem Act of Accord fik han arveretten og blev Lord Protector. I december samme år rejste han til Sandal Castle, enten for at konsolidere sin position eller for at møde lancastriansk modstand. Han havde en styrke på 3000-8000 mand med sig. Dronning Margaret af Anjou accepterede ikke at hendes søn Edward af Westminster var blevet sat til side Act of Accord, og førte sin talmæssig overlegene hær til slottet. Den 30. december angreb York, uden at vente på forstærkninger. Huset York led et knusende nederlag: Hertugen faldt, og hans søn Edmund, jarl af Rutland blev henrettet.

### Richard 3.
I 1483 valgte Richard 3. slottet som sin nordlige base og udførte betydelige ombygninger. Hans håb om at tage kontrol over området blev knust under slaget ved Bosworth Field i 1485, hvor kongen faldt. Nu blev slottet næsten ikke brugt, og da Wakefield Prison blev bygget i 1590'erne behøvede man ikke engang borgen til fanger længere.

### Borgerkrigen
Under den engelske borgerkrig havde kavalererne kontrol over Sandal, men på grund af dets dårlige forfatning undgik det større træfninger. I 1645 blev det belejret mindst tre gange. Det blev overgivet til rundhovederne 1. oktober 1645. Ved slutningen af belejringen var kun lidt mere end en ruin tilbage. Året efter besluttet parlamentet, at det ikke skulle genopbygges.

### Moderne tid
Som mange andre ruiner blev slottet brugt som stenbrud. I 1893 gravede Yorkshire Archaeological Society der, og et større projekt startede i 1964 som et samarbejde mellem Wakefield Corporation, Wakefield Historical Society og University of Leeds.
I 2003 blev der anlagt en gangsti af træ, så besøgende kan gå gennem ruinerne uden at slide dem ned; mange har dog klaget over at gangstien ødelægger det historiske miljø. Omkring 100 meter fra slottet ligger et besøgscenter.

## Eksterne hensivninger
- Kilder for Sandal Castle
- Besøksinformasjon Arkiveret 26. februar 2014 hos  Wayback Machine

53°39′31″N 1°29′26″V / 53.6587°N 1.49063°V